# Eltűnt gyerekek világnapja
Az eltűnt gyermekek világnapja Ronald Reagan amerikai elnök által 1983-ban kezdeményezett nemzetközi emléknap, melyet az 1979. május 25-én New Yorkban eltűnt 6 éves kisfiúra, Etan Patzra (a kisfiú, aki a fényképen szerepel) és sorstársaira emlékezve tartanak ezen a napon.

## Az emléknap története
Etan Patz (1972. október 9, eltűnt: 1979. május 25-én, halottá nyilvánítva 2001-ben)  hatéves volt, amikor New Yorkban nyoma veszett. Eltűnésének hatására új jogszabályokat vezettek be az Amerikai Egyesült Államokban, a gyermekek védelme érdekében, valamint a felkutatásuk céljából új módszereket vezettek be. Etan volt az első, akinek a fényképe megjelent a boltokban a tejes-dobozok oldalán, ami azóta gyakorlattá vált. Európában az eltűnt kiskorúak ügyét a 2001-ben létrehozott Eltűnt és Szexuálisan Kihasznált Gyerekekért Európai Föderációja karolta fel, amely ernyőszervezetként koordinálja a prevenciós és az eltűntek felkutatásával kapcsolatos feladatokat. A szervezet kezdeményezte, hogy május 25. legyen az eltűnt és bántalmazott gyermekek napja.

## Csatlakozott országok
Az eltűnt gyermekek emléknapjáról jelenleg 23 ország emlékszik meg: Albánia, Argentína, Ausztrália, Fehéroroszország, Belgium, Brazília, Kanada, Németország, Görögország, Írország, Olaszország, Mexikó, Hollandia, Új-Zéland, Lengyelország, Románia, Oroszország, Szerbia, Dél-afrikai Köztársaság, Dél-Korea, Spanyolország, az Egyesült Királyság, USA, valamint Magyarország.

## Magyarországon
2011-től az Ezer lámpás éjszakája elnevezésű kampány keretében Magyarországon új kezdeményezést indítottak, az Egyesült Államokból átvett akció keretében tejes-dobozokon, ásványvizeken és 2013-tól kenyércsomagoláson jelennek meg eltűnt magyar fiatalok fényképei. 2011-től több mint 40 gyermek fényképét közölték, közülük 12 gyermeket meg is találtak.

## Fordítás
- Ez a szócikk részben vagy egészben  az   International Missing Children's Day című angol Wikipédia-szócikk fordításán alapul.  Az eredeti cikk szerkesztőit annak laptörténete sorolja fel. Ez a jelzés csupán a megfogalmazás eredetét és a szerzői jogokat jelzi, nem szolgál a cikkben szereplő információk forrásmegjelöléseként.